# Мечта за Марс
„Мечта за Марс“ (на английски: Moonshot) е щатски научнофантастична романтична комедия от 2022 г. на режисьора Крис Уинтърбауър, по сценарий на Макс Таксе. Във филма участват Коул Спраус, Лана Кондор, Мейсън Гудинг, Емили Ръд и Зак Браф. Филмът е пуснат в HBO Max на 31 март 2022 г.